# Ptilodactyla miscella
Ptilodactyla miscella là một loài bọ cánh cứng trong họ Ptilodactylidae. Loài này được Satô miêu tả khoa học năm 1979.